# Thuốc tập hợp apatit
Thuốc tập hợp Apatit (collector) là chất hoạt động bề mặt dùng để tuyển nổi và chọn riêng quặng apatit

Dây chuyền sản xuất thuốc tâph hợp apatit tại Việt Nam

## Axit oleic kỹ thuật
Thuốc tập hợp hữu cơ truyền thống sử dụng để tuyển nổi quặng Apatit và photphorit là loại axit oleic kỹ thuật. Trong công nghiệp chúng được sản xuất bằng phương pháp thủy phân dầu mỡ động vật, thực vật. Thành phần axit béo cơ bản: axit oleic C17H33COOH, axit palmitic C15H31COOH, axit stearic C17H35COOH (chiếm khoảng 92-97%) và các chất không xà phòng hoá (2,5 -6,5%). Chỉ số xà phòng hoá và chỉ số axit 175-210, chỉ số iod 80-105, nhiệt độ đông đặc dao động từ 10-34oC. Axit oleic là loại thuốc tập hợp hiếm, đắt tiền vì nó không những được dùng trong công nghệ tuyển nổi mà còn được dùng trong các lĩnh vực công nghệ khác. Vì vậy, người ta đã có nhiều cố gắng tìm kiếm các loại thuốc tập hợp khác có hiệu quả tuyển nổi cao hơn, rẻ tiền hơn để thay thế axit oleic.

## Dầu tallo (TM) và dầu tallo tinh luyện (DTM)
Dầu tallo và dầu tallo tinh luyện là thuốc tập hợp hữu cơ thông dụng trong thực tiễn tuyển nổi quặng Apatit tại Liên Xô (cũ). Dầu tallo là sản phẩm phụ công nghệ sản xuất xenlulo. Nó được điều chế theo công nghệ phân tách xà phòng sunfat bằng axit sunfuric. Dầu tallo tinh luyện được sản xuất bằng cách chưng cất dầu tallo lấy phân đoạn 200oC-235oC. Thành phần hoá học của dầu chủ yếu là axit béo và axit nhựa trong TM. Tổng hàm lượng axit hữu cơ và các chất trung tính ≥ 90%. Trong DTM tổng hàm lượng axit hữu cơ 91-95%, chỉ số axit 150-158 chỉ số xà phòng hoá 160-170.

## Axit béo kỹ thuật (TжK)
Nhà máy tuyển quặng apatit Lào Cai được xây dựng theo công nghệ tuyển khử slam và theo thiết kế TжK được dùng là thuốc tập hợp.
TжK là sản phẩm phụ của công nghệ sản xuất axit béo đa chức. Thành phần hoá học chủ yếu là hỗn hợp các axit béo (axit stearic, axit palmitic, axit oleic, axit linoleic, axit oxystearic)  và lượng nhỏ các chất không xà phòng hoá.

## Thuốc tập hợp MTK
MTK là thuốc tập hợp mới của cộng hoà Liên bang Nga. Nó được sản xuất thử ở quy mô pilot để tuyển nổi quặng Apatit loại III thay thế cho các loại thuốc tập hợp truyền thống. Thuốc tập hợp MTK được đưa vào Việt Nam nghiên cứu tuyển thử với quặng Apatit loại III Lào Cai ở mức độ phòng thí nghiệm cũng như trên dây chuyền tuyển pilot. Loại thuốc này được đánh giá là loại thuốc tập hợp có thể thay thế TжK. MTK sử dụng để tuyển nổi quặng Apatit, boxit và các loại quặng khoáng không chứa sulfide.
MTK được chế tạo theo công nghệ oxi hoá paraphin lỏng tách bằng phương pháp cacbamid. Thành phần chủ yếu MTK: Dung dịch xà phòng của các axit béo và các chất phụ gia đặc biệt. Hàm lượng hữu cơ  ≥40% khối lượng. Chỉ số axit ≥102. Thành phần MTK có thể thay đổi tuỳ thuộc vào quy trình công nghệ chế tạo chúng nhằm đạt được tính tập hợp và tính chọn lọc cao đối với mỗi loại quặng tuyển.

## Thuốc tập hợp B жC
BжC  là thuốc tập hợp từ lâu đã được dùng để tuyển nổi quặng apatit. BжC đã được sử dụng để tuyển nổi quặng apatit loại III Lào Cai ở mức độ phòng thí nghiệm và cũng được đánh giá là có thể dùng để tuyển nổi quặng apatit loại III Lào Cai. BжC là sản phẩm oxy hóa trực tiếp hydrocarbon. Thành phần của nó là hỗn hợp các chất hữu cơ chứa oxi: các rượu béo 44,7-53,6%; axit béo 36-29%. Phần chủ yếu rượu béo là glycol, phần axit là các axit monocacboxylic mạnh nhánh. BжC có ưu điểm là ít nhạy cảm với môi trường nước cứng và có tác dụng chọn lọc đối với quặng apatit trong điều kiện có nhiều slam.

## Thuốc tập hợp MK 17-21
MK17-21 là hỗn hợp các axit monocacboxylic có mạch cacbon từ C17-C21, gốc có cấu trúc thẳng và phân nhánh. Chúng được chế tạo bằng cách trực tiếp oxi hoá các izoparaphin bằng oxi không khí hoặc được tách từ những phân đoạn axit béo tổng hợp. MK17-21 tương đối trơ với sự thay đổi thành phần ion của bùn quặng tuyển nổi. Trong phòng thí nghiệm, kết quả tuyển quặng apatit loại III Lào Cai bằng MK17-21cho quặng tinh đạt các chỉ tiêu công nghệ theo thiết kế nhà máy tuyển. Các nghiên cứu phối hợp MK17-21 với AAK để tuyển quặng apatit loại III Lào Cai cho thấy hiệu quả tuyển nổi và tính chọn lọc tăng, tính chất bọt được cải thiện nhiều.

## Thuốc tập hợp AAK
Những năm gần đây N - axylaminaxit được sử dụng rộng rãi để tuyển quặng Apatit. AAK được chế tạo qua giai đoạn ngưng tụ muối natri của axit aminohexanic với axit béo bậc cao ở nhiệt độ 1600C - 2000C. Sử dụng AAK để tuyển nổi apatit các tác giả  đã kết luận: AAK tuyển nổi hữu hiệu quặng apatit cacbonat. Tính chọn lọc đối với quặng apatit tăng nhiều khi sử dụng AAK với các thuốc tập hợp axit béo biến tính khác. Trong phòng thí nghiệm đã nghiên cứu tuyển AAK với quặng apatit loại III Lào Cai.

## Thuốc tập hợp KTM
KTM là loại thuốc tập hợp tuyển quặng Apatit hoàn toàn mới. Là sản phẩm ngưng tụ giữa hỗn hợp axit béo của dầu tallo với cacbamit. Thuốc tập hợp KTM được coi là một trong những thuốc đặc chủng có tính chọn lọc cao đối với quặng apatit. KTM đã được nghiên cứu tuyển nổi quặng Apatit loại III Lào Cai. Kết quả cho thấy KTM có thể dùng thay thế TжK theo thiết kế để tuyển apatit Lào Cai.

## Thuốc tập hợp dạng ankyl sunfosuccinat
Ankyl sunfosuccinat là chất hoạt động bề mặt dạng anion, tính chất hoạt động bề mặt của nó đã được nghiên cứu từ những năm 40 và được sử dụng rộng rãi trong nhiều lĩnh vực như  tẩy rửa, công nghiệp dệt, mỹ phẩm, tuyển quặng với thành phần chính là  ankyl  sunfosuccinat.
Các thuốc tập hợp dạng N - ankylmonoamid, ankyleste của axit ankyl (ankenyl) succinic được coi là thuốc tập hợp mới, đặc chủng có tính chọn lọc riêng cao, tuyển nổi có hiệu quả quặng Apatit.

## Thuốc tập hợp VH-2004
Thuốc tập hợp VH-2004 là hỗn hợp các axit béo no và không no với mạch hydrocarbon từ C10-C22. Thuốc tập hợp VH-2004 được điều chế bằng cách oxi hoá các phân đoạn khác nhau của parafin tách ra từ dầu mỏ và thủy phân từ dầu mỡ động thực vật. Thuốc tập hợp VH-2004 là bước đột phá mới của công nghệ chế tạo thuốc tập hợp tuyển nổi Apatit loại III ở trong nước. Hiện này loại thuốc tập hợp này đang được sử dụng có hiệu quả để tuyển quặng Apatit loại III tại nhà máy tuyển Apatit Lào Cai.

## Thuốc tập hợp MD
Thuốc tập hợp của Thuỵ Điển là hỗn hợp của các axit béo với chiều dài mạch hydrocarbon khác nhau cộng với một số phụ gia khác.